# 瑞士死刑制度
瑞士《联邦宪法》第10条第1款禁止死刑。1942年，联邦刑法废除了死刑，但直到1992年，在军事刑法中仍然存在死刑。瑞士最后一次真正执行死刑是在第二次世界大战期间。

## 使用、废除和恢复
在中世纪和现代早期，最常见的处决方法，至少对男性来说，是用剑斩首。档案管理员杰罗德·迈耶·冯·科诺提供了苏黎世州从15世纪到18世纪的统计数据。1 445人被判处死刑(男性1 198人，女性247人)。其中915人被斩首，270人被绞死，130人被活活烧死，99人被淹死，26人被处以死亡轮，1人被四分尸，2人被活埋，1人被囚禁至死，1人被刺穿。最后三种死刑都是在15世纪使用的，淹死在1613年就停止了。
1835年又增加了断头台，尽管许多州允许犯人在用剑和断头台这两种方法中选择。1867年7月6日，尼克劳斯·埃门艾格在卢塞恩被处死，他是最后一批被用剑处决的人之一。吉纳维芙·瓜纳特，最后一个被处死的女人，于1862年9月7日在伯尔尼的德尔斯堡被斩首，1868年1月11日在沃州的赫里·弗雷蒙德被斩首。1848年，宪法禁止对政治犯罪判处死刑。1874年，随着1874年新联邦宪法的出台，它在全国范围内被普遍废除。然而，由于犯罪的增加——主要是由于当时的经济萧条——死刑于1879年重新引入。然而，取消禁令并不是强制性的，只有一些州选择在州一级恢复处罚。

## 废止（1937年-1942年）
1937年12月21日，瑞士联邦议会通过了第一部国家刑法。它废除了若干州刑法中规定的死刑。1938年7月3日公民投票批准了新的《治罪法》，并于1942年1月1日生效。最后一个被民事法庭判处死刑并被处决的人是汉斯·沃伦威德，他被判犯有三起谋杀罪，并于1940年10月18日在上瓦尔登州的萨尔嫩被处决。由于死刑即将被废除，他的处死是使用从卢塞恩借来的断头台完成的，当然这一点存在争议。
然而，瑞士军法仍规定对叛国罪和某些其他军事罪行，如面对敌人弃军，判处死刑。第二次世界大战期间，有30人被判处死刑，其中17人在战争结束前被处决。1992年3月20日，在瑞士自民党.自由党的马西莫·皮尼的议会倡议下，联邦议会废除了这项法律。1999年的《瑞士联邦宪法》在宪法一级禁止死刑。

## 重新引入倡议
迄今已提出两项倡议，修改《宪法》，规定恢复死刑。第一次是在1985年，将毒品交易定为死刑。该倡议未能收集到10万人的签名，从而无法举行有约束力的全民公投。
2010年8月20日，一名谋杀案受害者的家属发起了另一项宪法修正案倡议，规定谋杀与性暴力相结合的案件应判处死刑。这一倡议很快成为公众关注的焦点，遭到了政治领导人的断然拒绝，这篇文章在正式出版一天后被撤回。